# Адитивна теорія чисел
Адитивна теорія чисел — розділ теорії чисел, що виник під час вивчення задач про розкладання цілих чисел на складові заданого вигляду (наприклад, на прості числа, фігурні числа, {\displaystyle n-}і степені тощо).
Серед класичних проблем, дослідження яких заклало фундамент адитивної теорії чисел, можна назвати такі:
- Задача про подання числа сумою чотирьох квадратів та її узагальнення: теорема Ферма про багатокутні числа.
- Задача про подання простого числа у вигляді суми двох квадратів.
- Проблема Гольдбаха.
- Проблема Воринга.
- Гіпотези Поллока.

Сучасна адитивна теорія чисел включає широке коло задач дослідження абелевих груп і комутативних напівгруп з операцією додавання. Адитивна теорія чисел тісно пов'язана з комбінаторною теорією чисел (особливо з адитивною комбінаторикою) і з геометрією чисел, у ній застосовуються аналітичні, алгебричні й імовірнісні методи. В залежності від методів розв'язування, адитивні задачі входять складовою частиною в інші розділи теорії чисел — аналітичну теорію чисел, теорію алгебричних чисел, ймовірнісну теорію чисел.

## Історія
Перші систематичні результати в адитивній теорії чисел отримав Леонард Ейлер, який опублікував у 1748 році дослідження (за допомогою степеневих рядів) розкладання натуральних чисел на натуральні доданки; зокрема, він розглянув задачу про розкладання числа на задану кількість доданків і довів теорему про п'ятикутні числа. У цей же період виникли дві класичні проблеми адитивного типу: проблема Гольдбаха і проблема Воринга, надалі з'явилися десятки нових проблем. Їх вирішення ускладнюється тим, що у формулюваннях одночасно беруть участь кілька базових операцій над натуральними числами — ділення, за допомогою якого визначаються прості числа, множення, яке формує квадрати, куби тощо і додавання.
Для багатьох із цих проблем виявилися корисними такі загальні інструменти, як коловий метод Гарді – Літтлвуда, метод решета та метод тригонометричних сум В. М. Виноградова. Гільберт довів, що для будь-якого цілого числа {\displaystyle k>1} будь-яке натуральне число є сумою обмеженого числа доданків у степені {\displaystyle k}. Лев Шнірельман у 1930 році ввів поняття щільності послідовності натуральних чисел, що дозволило істотно просунутися у вирішенні проблеми Гольдбаха і довести узагальнену теорему Воринга.
Григорій Фрейман 1964 року довів важливу теорему з галузі адитивної комбінаторики.

## Сучасний стан
Підмножина {\displaystyle B} називається (асимптотичним) адитивним базисом скінченного порядку {\displaystyle h}, якщо будь-яке досить велике натуральне число {\displaystyle n} можна записати як суму не більше ніж {\displaystyle h} елементів {\displaystyle B}. Наприклад, натуральні числа самі є адитивним базисом порядку 1, оскільки кожне натуральне число тривіально є сумою не більше ніж одного натурального числа. Менш тривіальна теорема Лагранжа про суму чотирьох квадратів, яка показала, що множина квадратних чисел є адитивним базисом четвертого порядку. Інший вельми нетривіальний і широко відомий результат у цьому напрямку — теорема Виноградова про те, що будь-яке досить велике непарне натуральне число можна подати як суму трьох простих чисел.
Багато сучасних досліджень у цій галузі стосуються загальних властивостей асимптотичних базисів скінченного порядку. Наприклад, множина {\displaystyle A} називається мінімальним асимптотичних базисом порядку {\displaystyle h,} якщо {\displaystyle A} є асимптотичним базисом порядку {\displaystyle h}, але ніяка власна підмножина {\displaystyle A} не є асимптотичним базисом порядку {\displaystyle h}. Доведено, що мінімальні асимптотичні базиси порядку {\displaystyle h} існують для будь-якого {\displaystyle h}, а також існують асимптотичні базиси порядку {\displaystyle h}, що не містять мінімальних асимптотичних базисів порядку {\displaystyle h}.
Розглядається також проблема — наскільки можна зменшити кількість подань {\displaystyle n} у вигляді суми {\displaystyle h} елементів асимптотичного базису. Цьому присвячена досі не доведена гіпотеза Ердеша — Турана (1941).